# Лабервайнтінг
Лабервайнтінг (нім. Laberweinting) — громада в Німеччині, розташована в землі Баварія. Підпорядковується адміністративному округу Нижня Баварія. Входить до складу району Штраубінг-Боген.
Площа — 76,32 км2. Населення становить 3428 ос. (станом на 31 грудня 2020).